# Phyllachora deminuta
Phyllachora deminuta är en svampart som beskrevs av Syd. 1930. Phyllachora deminuta ingår i släktet Phyllachora och familjen Phyllachoraceae.   Inga underarter finns listade i Catalogue of Life.